# Šarm aš-Šajch
Šarm aš-Šajch (anglicky Sharm El Sheikh, arabsky شرم الشيخ‎) je město v guvernorátu Jižní Sinaj (Džanúb Síná’) v Egyptě. Nachází se na nejjižnějším cípu Sinajského poloostrova.

## Historie

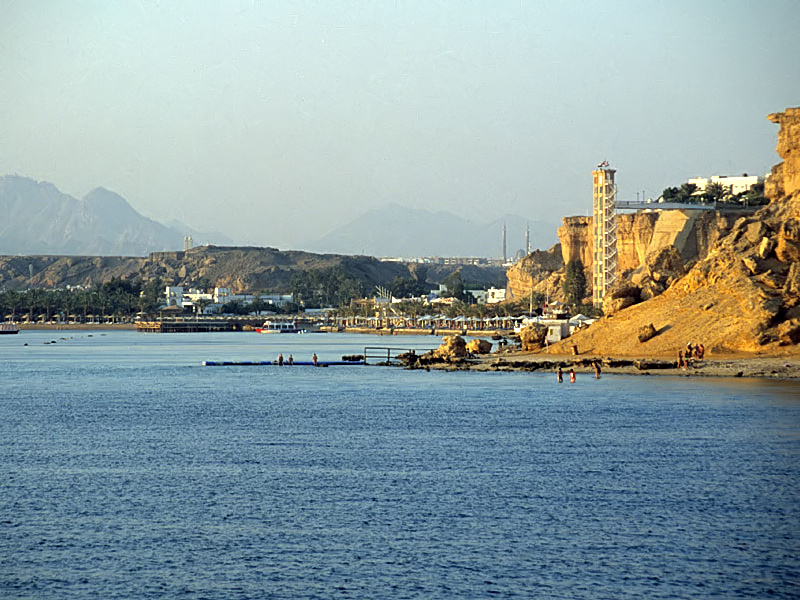
Staré vesnice Šarm (vlevo) a Habada s majákem a skálou

U původní rybářské vesničky ve Žraločí zátoce vznikla na počátku 20. století egyptská vojenská základna, která byla v 50. letech během sinajské války dočasně obsazena Izraelem. Izrael území včetně celého Sinajského poloostrova dobyl během šestidenní války v roce 1967. V témže roce byla na místě dnešního Šarm aš-Šajchu založena izraelská osada Ofira. Pozůstatky války v podobě vraků lodí a vojenské techniky se zachovaly na mořském dně a bývají k nim pořádány exkurze.
V roce 1970 u osady začala výstavba turistického centra, v němž o sedm let později stály 3 hotely a několik restaurací. Ofira a celá východní část Sinaje podél Akabského zálivu měla podle plánů izraelské vlády zůstat trvalou součástí Izraele i po případné mírové dohodě s Egyptem. V důsledku podpisu egyptsko-izraelské mírové smlouvy však bylo nakonec rozhodnuto o navrácení celého Sinajského poloostrova Egyptu. V roce 1981 se zde odehrál summit, na kterém se sešel egyptský prezident Anvar as-Sádát a izraelský premiér Menachem Begin. Na jaře 1982 izraelští civilisté osadu Ofira vyklidili a obec byla předána pod správu Egypta. Při té příležitosti egyptský prezident Husní Mubarak prohlásil Šarm aš-Šajch Městem míru; od té doby se zde často konají mírové konference.. 
Zdejší zástavba nebyla zbořena a stala se součástí nynějšího Šarm aš-Šajchu. Turistický průmysl založený zde Izraelci, včetně letiště Ofir (dnešní mezinárodní letiště Šarm aš-Šajch), byl zachován a rozvinut.
V červenci 2005 provedla teroristická organizace Brigády Abdalláha Azzama sérii bombových útoků, při nichž bylo zabito 88 lidí a dalších 200 bylo zraněno.
1. prosince 2010 světové agentury informovaly, že při pobřeží došlo k útoku žraloků na čtyři šnorchlující turisty, kteří byli vážně zraněni (jeden přišel o nohu, druhý o paži).. 5. prosince 2010 byl jedna německá turistka žralokem usmrcena.
Neobydlené ostrovy Tiran a Sanafir, které jsou v moři na dohled od Šarm-aš-Šajchu, vrátil Egypt v lednu roku 2017 oficiálně Saúdské Arábii. 

## Podnebí
Šarm aš-Šajch sice leží nejseverněji ze všech letovisek u Rudého moře, podnebí má však nejteplejší a nejstabilnější. Podobně jako Marsa Alam a Quseir, má v noci vyšší teploty než jiná egyptská letoviska. Oproti nim má však vyšší denní teploty, zejména v létě. Průměrná teplota nejteplejších měsíců července a srpna je 34 °C. Denní teploty atakují 40 °C, noční minima neklesají pod 25 °C.
Nejpříjemnějšími měsíci pro turisty jsou březen, duben, říjen a listopad. Průměrné teploty během dne se pohybují v rozmezí 28 °C-35 °C, v noci neklesají pod 20 °C a odpovídají tak letním teplotám ve Středomoří. Podmínky zjara zde zhoršují pouze horké větry ze Sahary-Chamsiny, které zdejší příjemné konstantní teploty ojediněle zvyšují až na extrémních 47 °C.
Zimy jsou slunné a krátké, v lednu a únoru, tedy nejchladnějším období, se denní teploty pohybují od 18 °C do 25 °C, resp. 11 °C do 18 °C v noci.

## Ekonomika
Do roku 1967 byly hlavním hospodářským odvětvím rybolov a nákladní námořní doprava. Od roku 1982 se město díky vysokým investicím do výstavby hotelů, nákupních a zábavních center podél celého pobřeží soustřeďuje na turismus, jemuž slouží letecká i námořní doprava.

## Mezinárodní konference
Šarm aš-Šajch je město, kde se koná řada mezinárodních konferencí. Byly to například mírové summity ohledně izraelsko-palestinského konfliktu v letech 1999, 2000 a 2005. V letech 2006 a 2008 zde zasedalo Světové ekonomické fórum a v roce 2022 se zde konala klimatická konference COP27.

## Turismus
- Potápění a šnorchlování – jedny z nejlepších korálových útesů v Rudém moři má Národní park Ras Mohamed s potápěčskými oblastmi Fishermans Bank, Eel Garden, Shark Bay a The Alternatives. Několik desítek metrů od mořského břehu se táhne v délce 80 km směrem do Akabského zálivu korálový útes, svažující se 40–50 metrů kolmo dolů, umožňuje potápěčům pohybovat se po něm jako po stěně a sledovat rozmanité druhy ryb a korálů. Místa vhodná k sestupu potápěčů i šnorchlujících turistů do moře jsou označena.
- dvě delfinária – mají pro návštěvníky zábavný i edukační program
- Kostel Všech svatých koptské pravoslavné církve
- dvě mešity: dominantní jsou vysoké minarety staré Mustafovy mešity; Mešita míru (Al-Salam Mosque) je nízká moderní stavba
- zbytky rybářské vesničky Šarm na skále nad Žraločí zátokou (Shark Bay)
- palmová promenáda v zátoce Naama Bay
- moderní sochařská díla v okolí, včetně pouště (megality, pomník míru, aj.)
- vrak lodi Lullia vyčnívá z vody u ostrova Tiran; další vraky jsou zcela pod vodou a pořádají se k nim podmořské exkurze.

## Sporty
kromě vodních sportů se ve městě celoročně konají mezinárodní tenisové turnaje žen.

## Doprava
Letiště označené Sharm-el Sheik je severně od města v Ra's Nasrání, je třetí největší v Egyptě. Zajišťuje mezinárodní letecké spoje i vnitrostátní linku z Káhiry. Přístav má terminál pro výletní lodě i pro soukromé jachty a plachetnice. Autobusová doprava je převážně místní, autobusové nádraží Delta Sharm zajišťuje také pravidelné linky do Káhiry a do Akaby. Taxíky jsou kvůli bezpečnosti očíslovány.

## Partnerská města
- Akaba, Jordánsko
- Arzachena, Itálie
- Hévíz, Maďarsko
- Swakopmund, Namibie

## Galerie

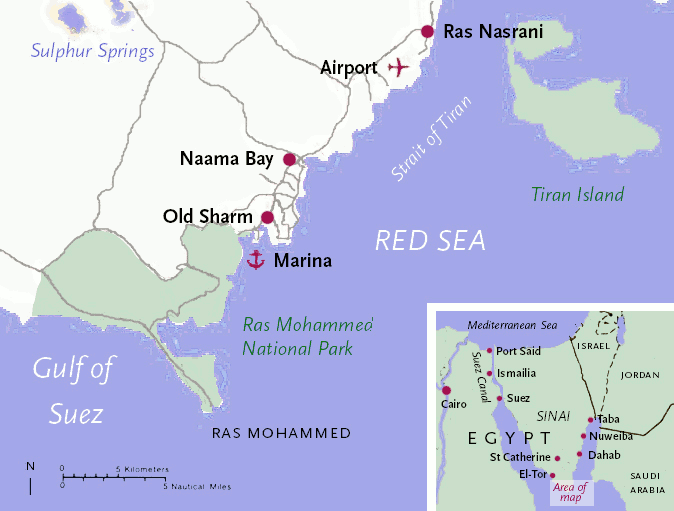
Mapa Šarm aš-Šajchu
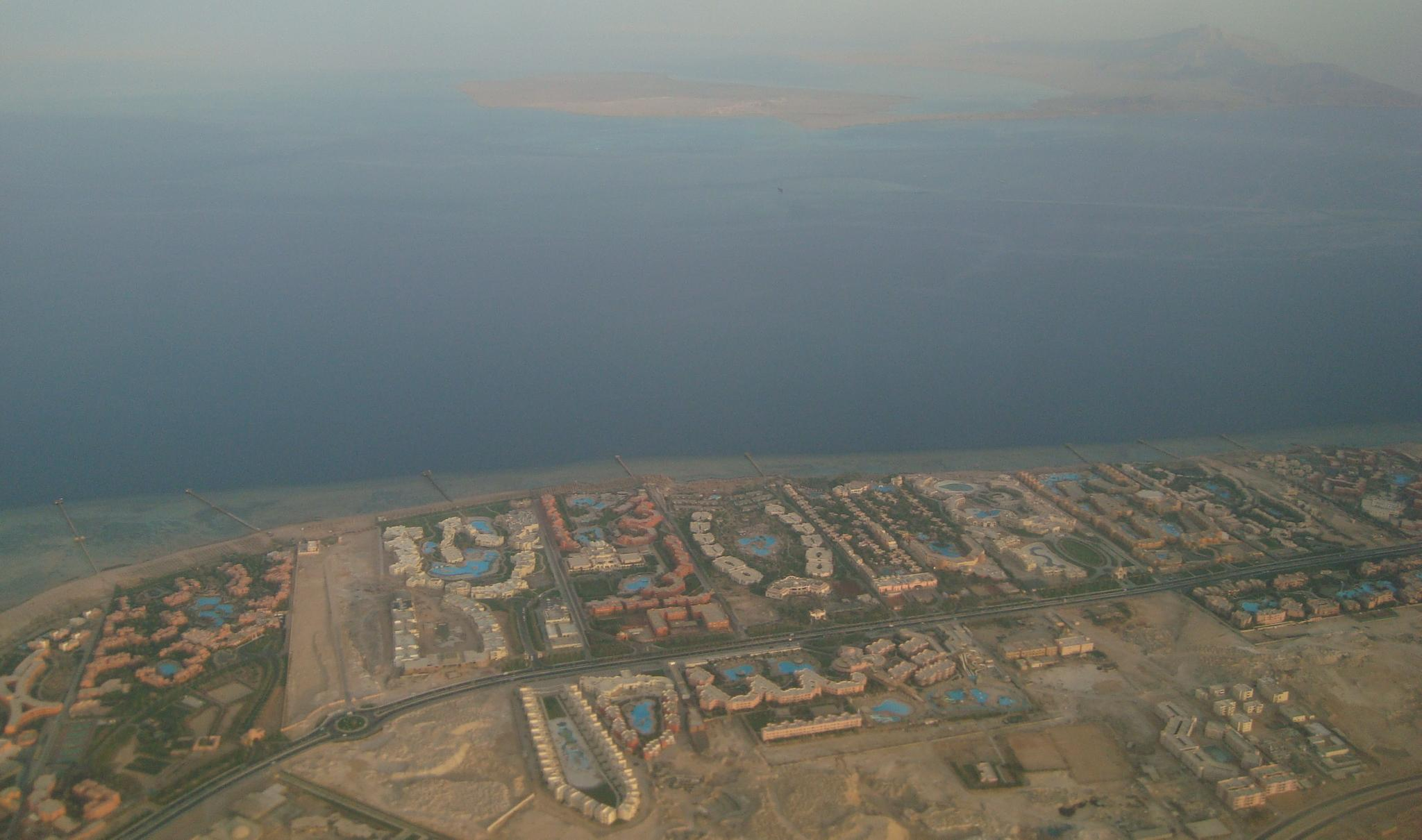
Letecký pohled
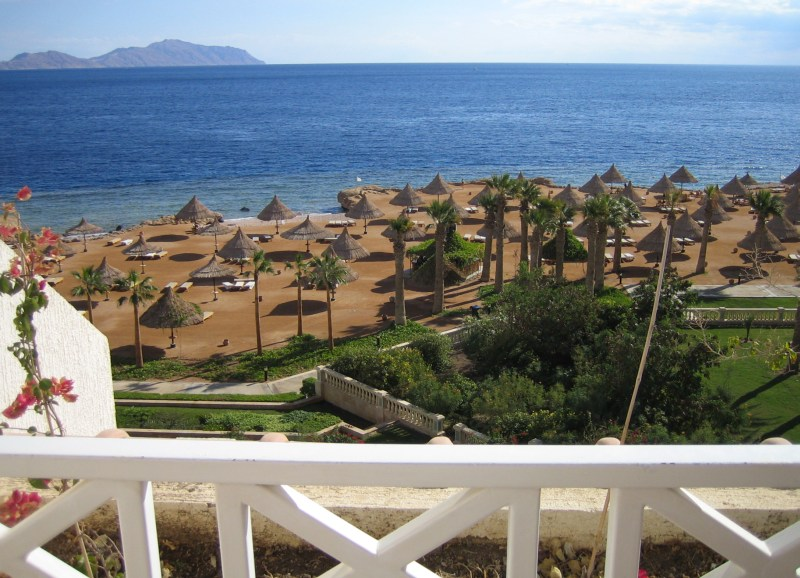
Rudé moře z terasy hotelu Sheraton
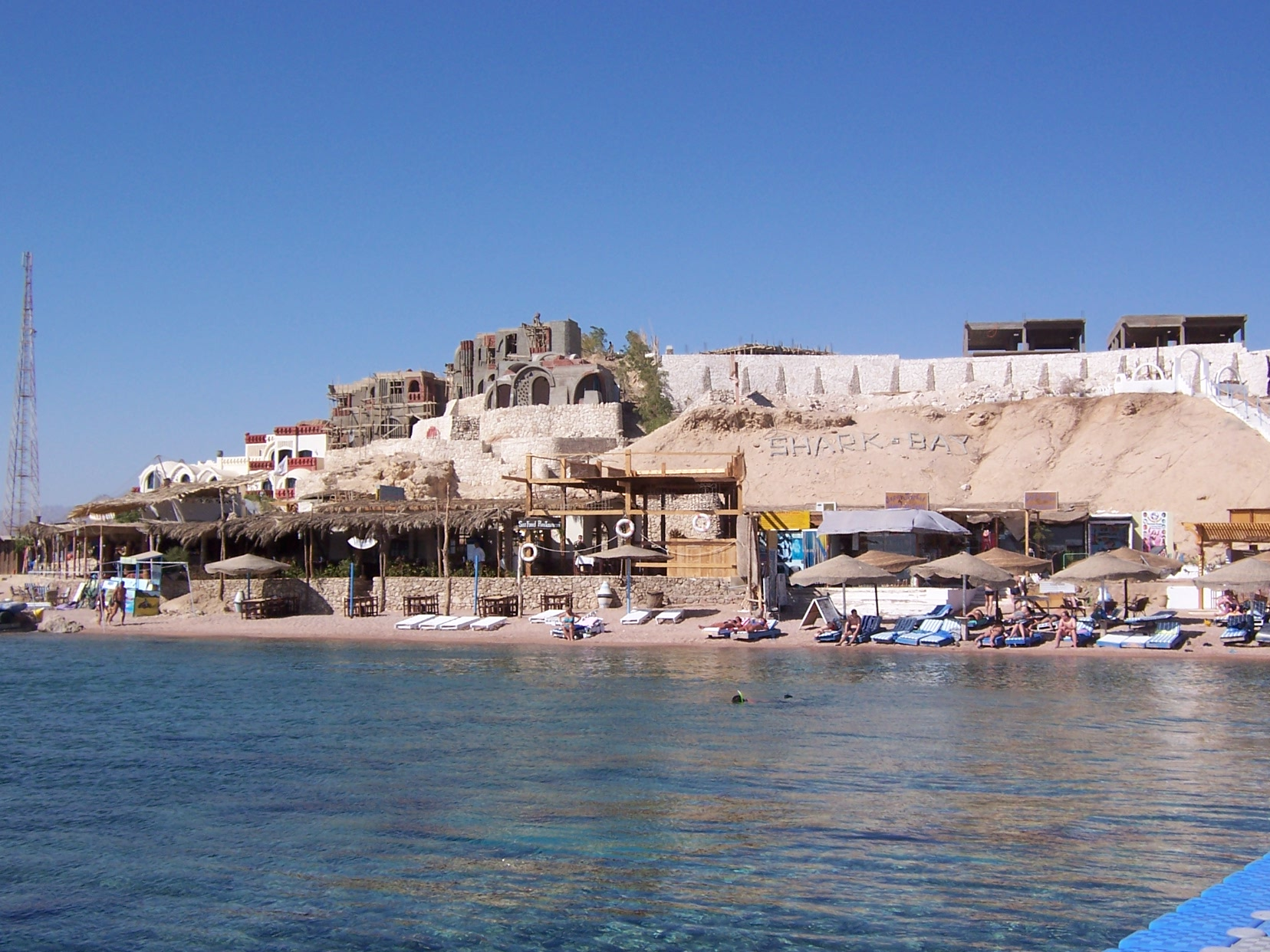
Žraločí zátoka
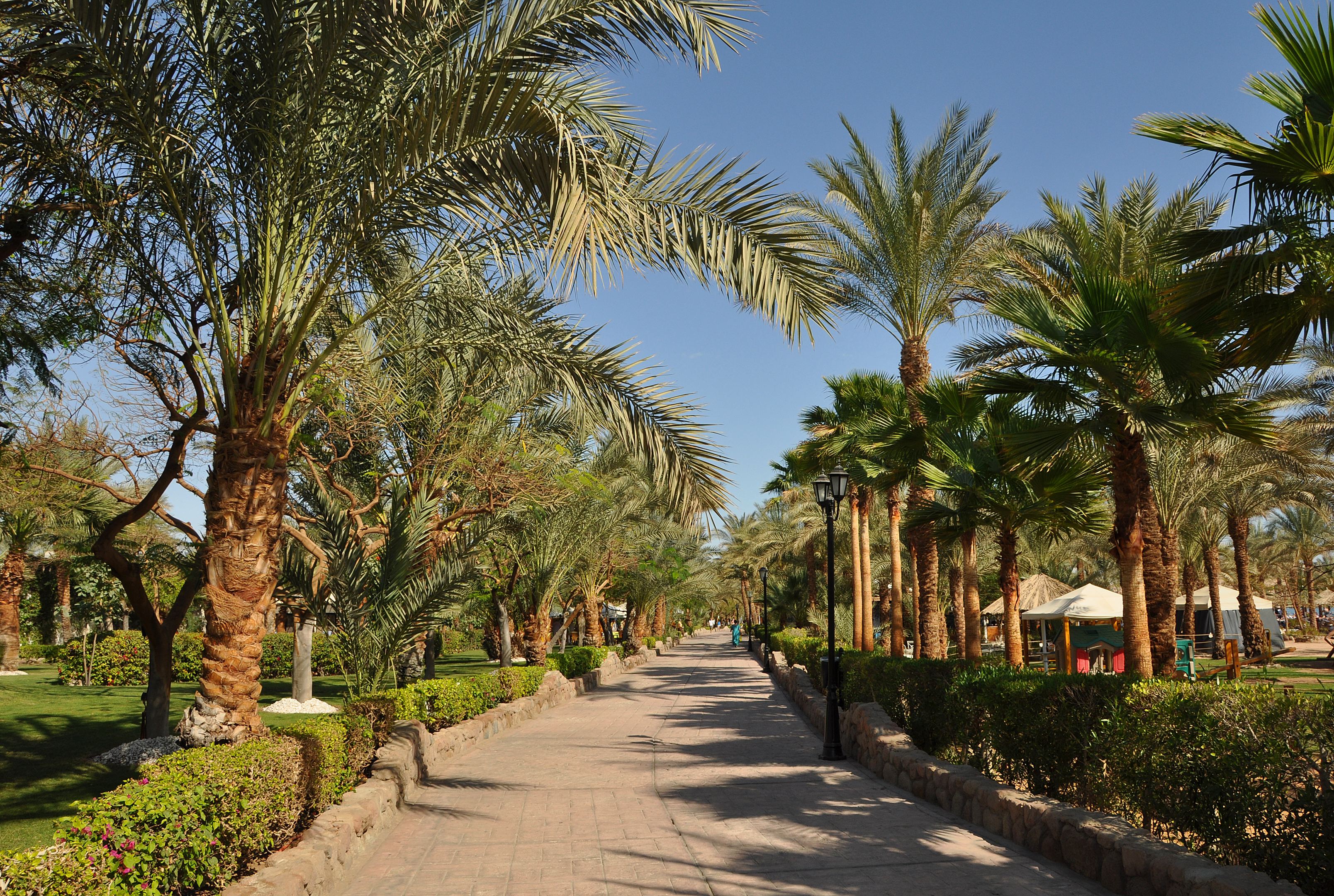
Palmová promenáda
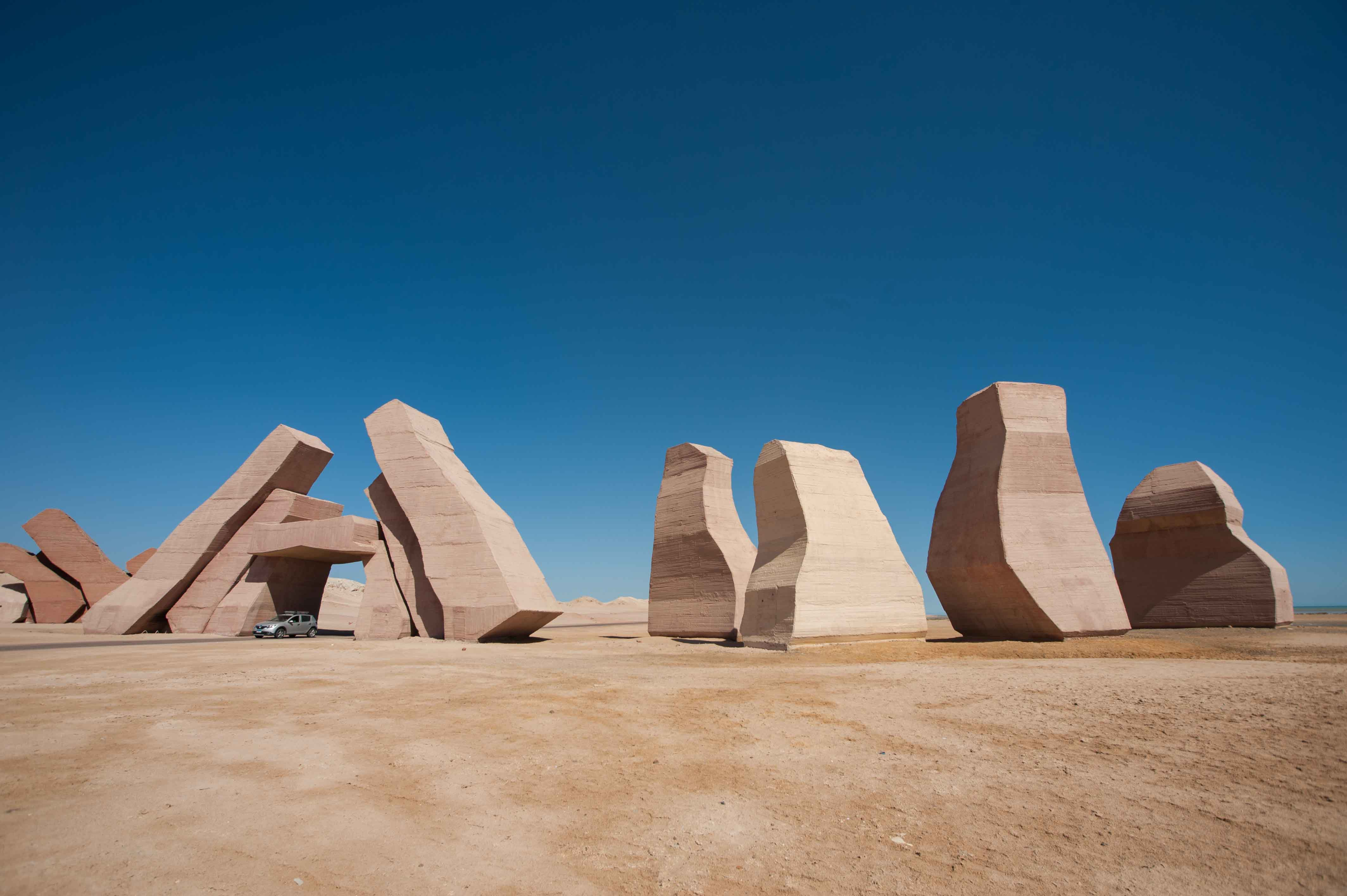
Megality
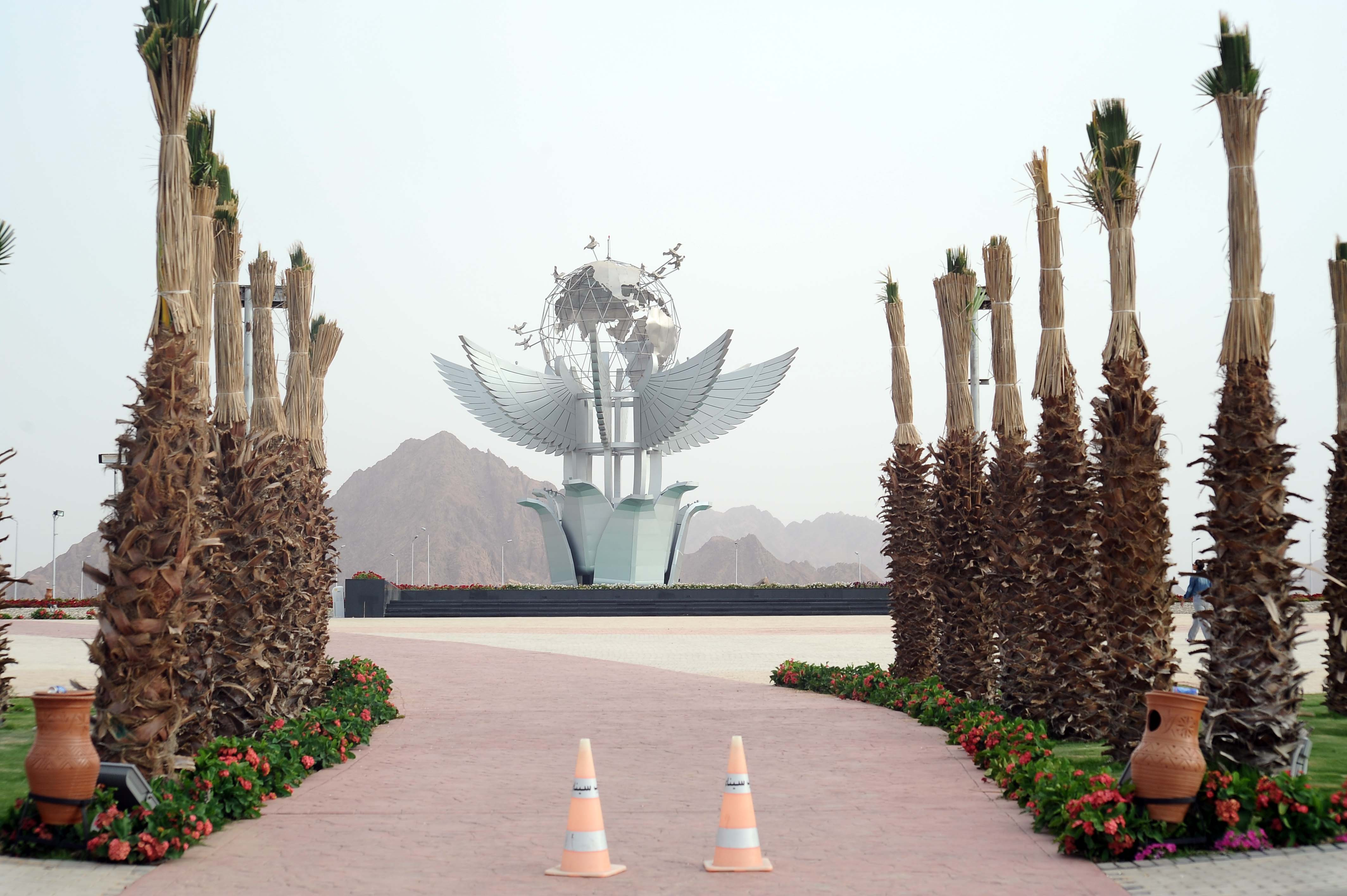
Pomník míru
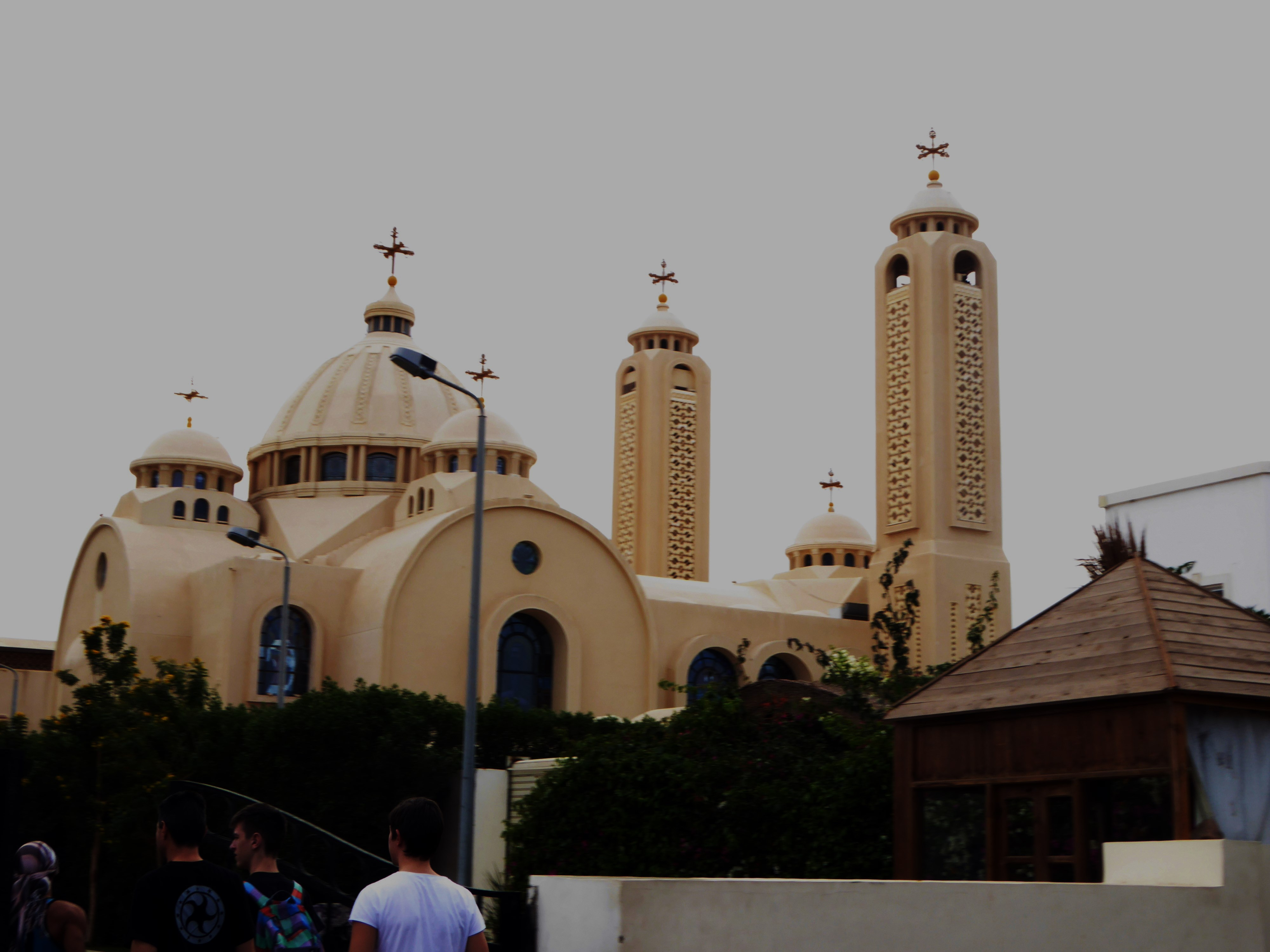
Koptský kostel
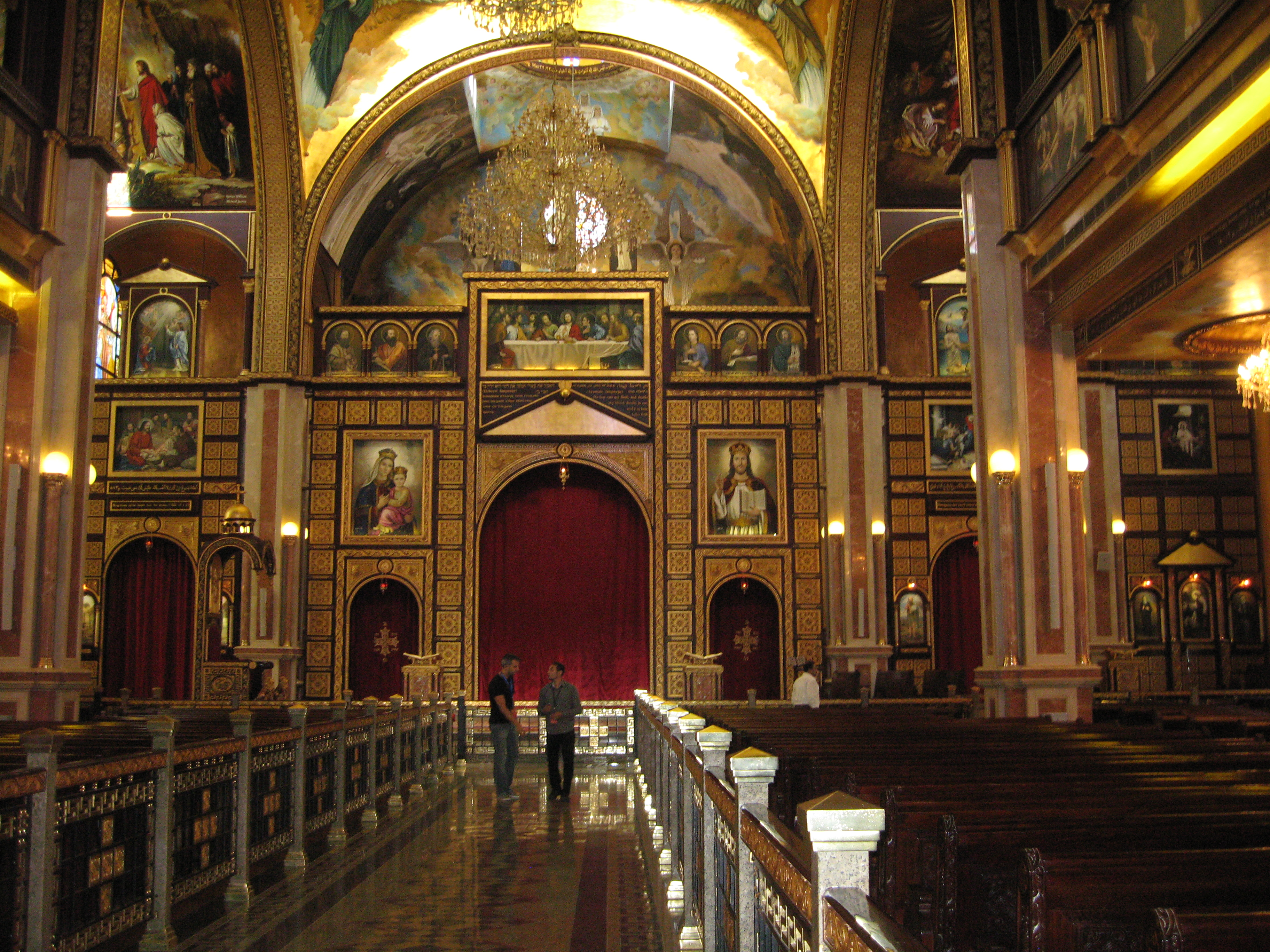
Interiér kostela
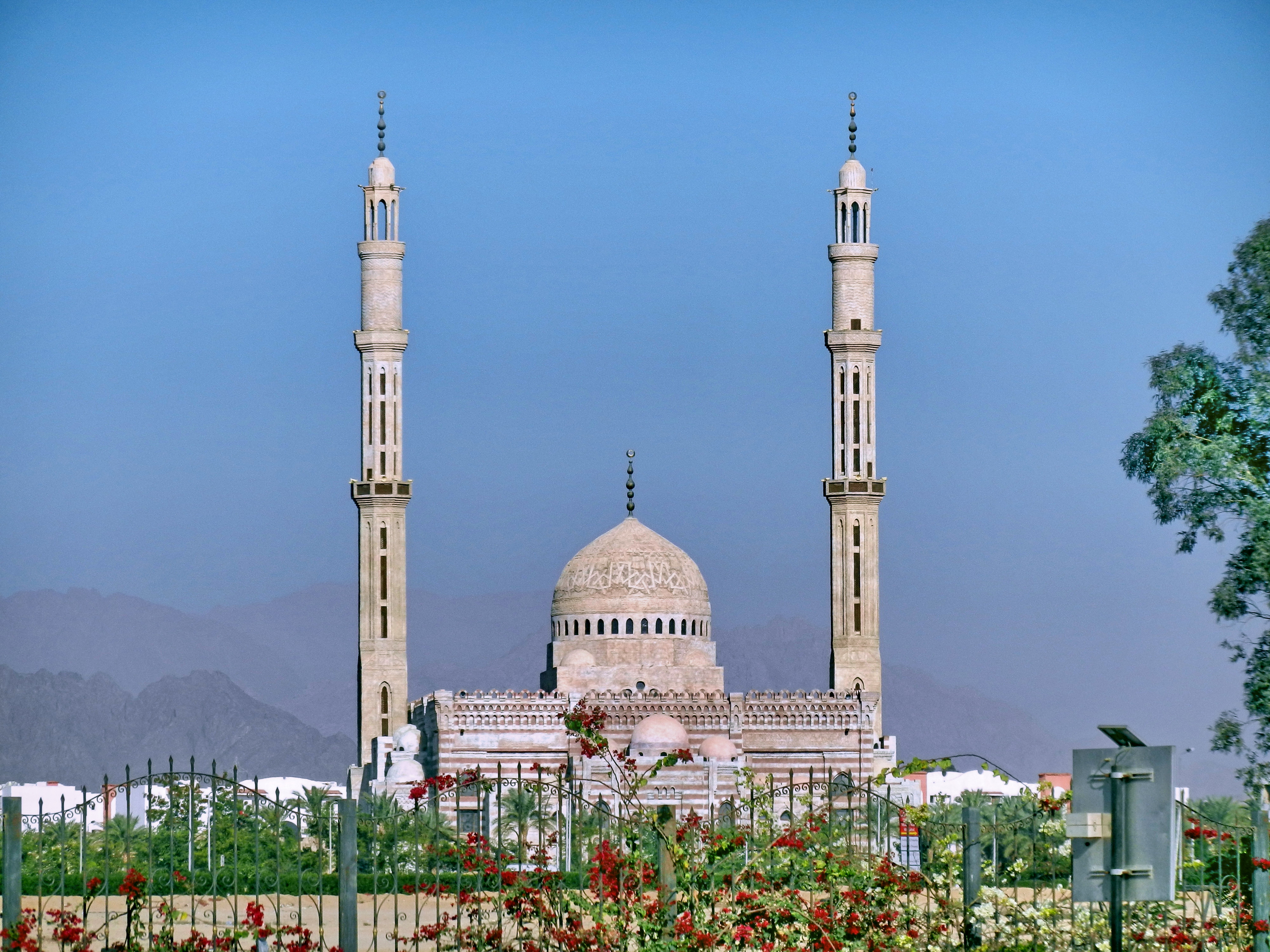
Mustafova mešita
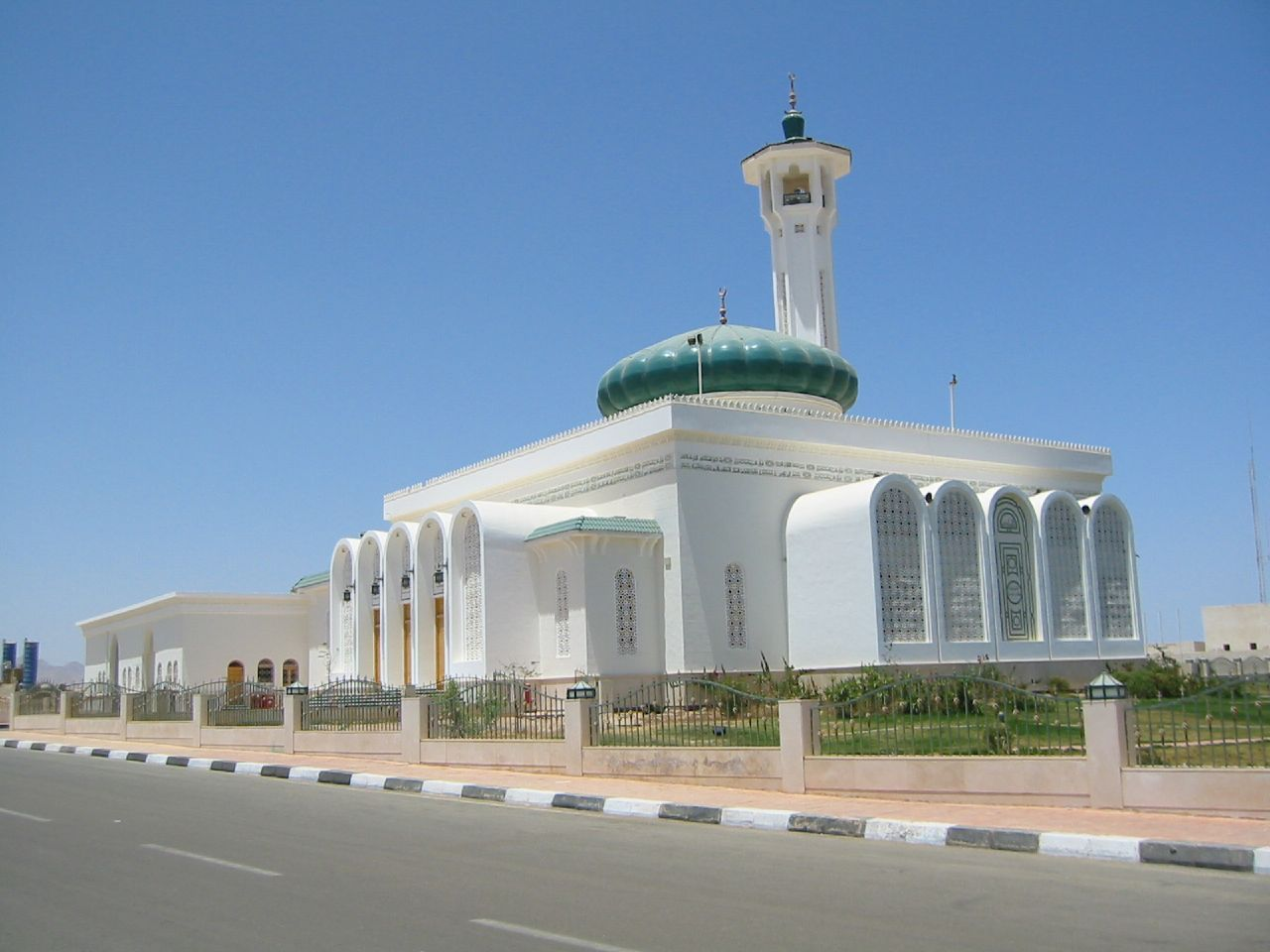
Mešita míru
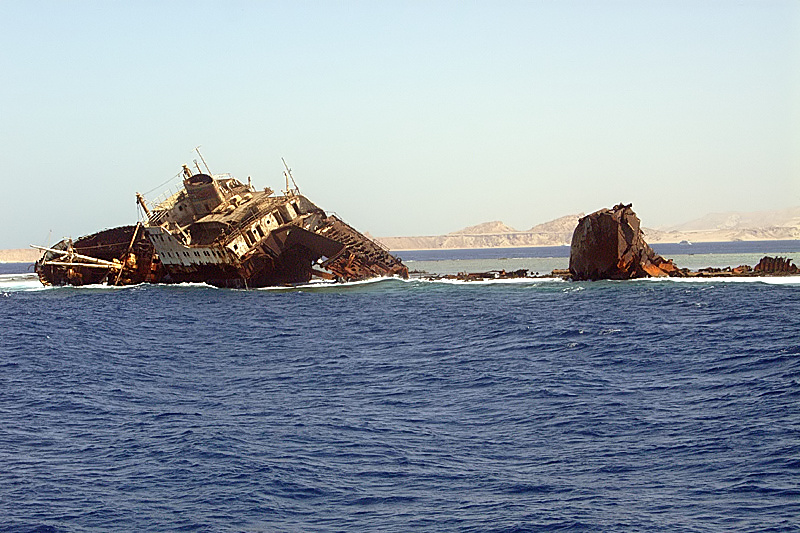
Vrak lodi Lullia